# Список президентів Бангладеш
Список президентів Бангладеш
| #   | Ім'я (народився–помер)              | Портрет | Початок             | Кінець              | Політична партія                 |
| --- | ----------------------------------- | ------- | ------------------- | ------------------- | -------------------------------- |
| 1   | Муджибур Рахман (1920—1975)         |         | 11 квітня 1971      | 12 січня 1972       | Авамі Ліг                        |
| -   | Саїд Назрул Іслам (1925—1975)       |         | 17 квітня 1971      | 12 січня 1972       | Авамі Ліг                        |
| 2   | Абу Саєд Чоудхурі (1921—1987)       |         | 12 січня 1972       | 24 грудня 1973      | Авамі Ліг                        |
| 3   | Мухаммед Мохаммадулла (1921—1999)   |         | 24 грудня 1973      | 25 січня 1975       | Авамі Ліг                        |
| (1) | Муджибур Рахман (1920—1975)         |         | 25 січня 1975       | 15 серпня 1975      | БАКСАЛ                           |
| 4   | Хундакар Муштак Ахмед (1918—1996)   |         | 15 серпня 1975      | 6 листопада 1975    | Авамі Ліг                        |
| 5   | Абу Садат Мухаммед Саєм (1916—1997) |         | 6 листопада 1975    | 21 квітня 1977      | Незалежний                       |
| 6   | Зіаур Рахман (1936—1981)            |         | 21 квітня 1977      | 30 травня 1981      | Націоналістична партія Бангладеш |
| 7   | Абдус Саттар (1906—1985)            |         | 30 травня 1981      | 24 березня 1982     | Націоналістична партія Бангладеш |
| 8   | Ахсануддін Чоудхурі (1915—2001)     |         | 27 березня 1982     | 10 грудня 1983      | Незалежний                       |
| 9   | Хуссейн Мухаммед Ершад (1930—2019)  |         | 11 грудня 1983      | 6 грудня 1990       | Джатія                           |
| -   | Шахабуддін Ахмед (1930—2022)        |         | 6 грудня 1990       | 10 грудня 1991      | Незалежний                       |
| 10  | Абдур Рахман Бісвас (1926—2017)     |         | 10 жовтня 1991      | 9 жовтня 1996       | Націоналістична партія Бангладеш |
| 11  | Шахабуддін Ахмед (1930—2022)        |         | 9 жовтня 1996       | 14 листопада 2001   | Авамі Ліг                        |
| 12  | Бадруддоза Чоудхурі (1932—2024)     |         | 14 листопада 2001   | 21 червня 2002      | Націоналістична партія Бангладеш |
| -   | Джаміруддін Сіркар (1931–)          |         | 21 червня 2002      | 6 вересня 2002      | Націоналістична партія Бангладеш |
| 13  | Яджуддін Ахмед (1931—2012)          |         | 6 вересня 2002      | 12 лютого 2009      | Незалежний                       |
| 14  | Зіллур Рахман (1929—2013)           |         | 12 лютого 2009      | 20 березня 2013     | Авамі Ліг                        |
| 15  | Абдул Хамід (1944–)                 |         | 20 березня 2013     | 24 квітня 2023 року | Авамі Ліг                        |
| 16  | Мохаммад Шахабуддін (1949–)         |         | 24 квітня 2023 року | чинний              | Авамі Ліг                        |